# Merlí
|  | Aquest article és sobre el mag. Per veure la sèrie catalana homònima vegeu Merlí (sèrie de televisió). |

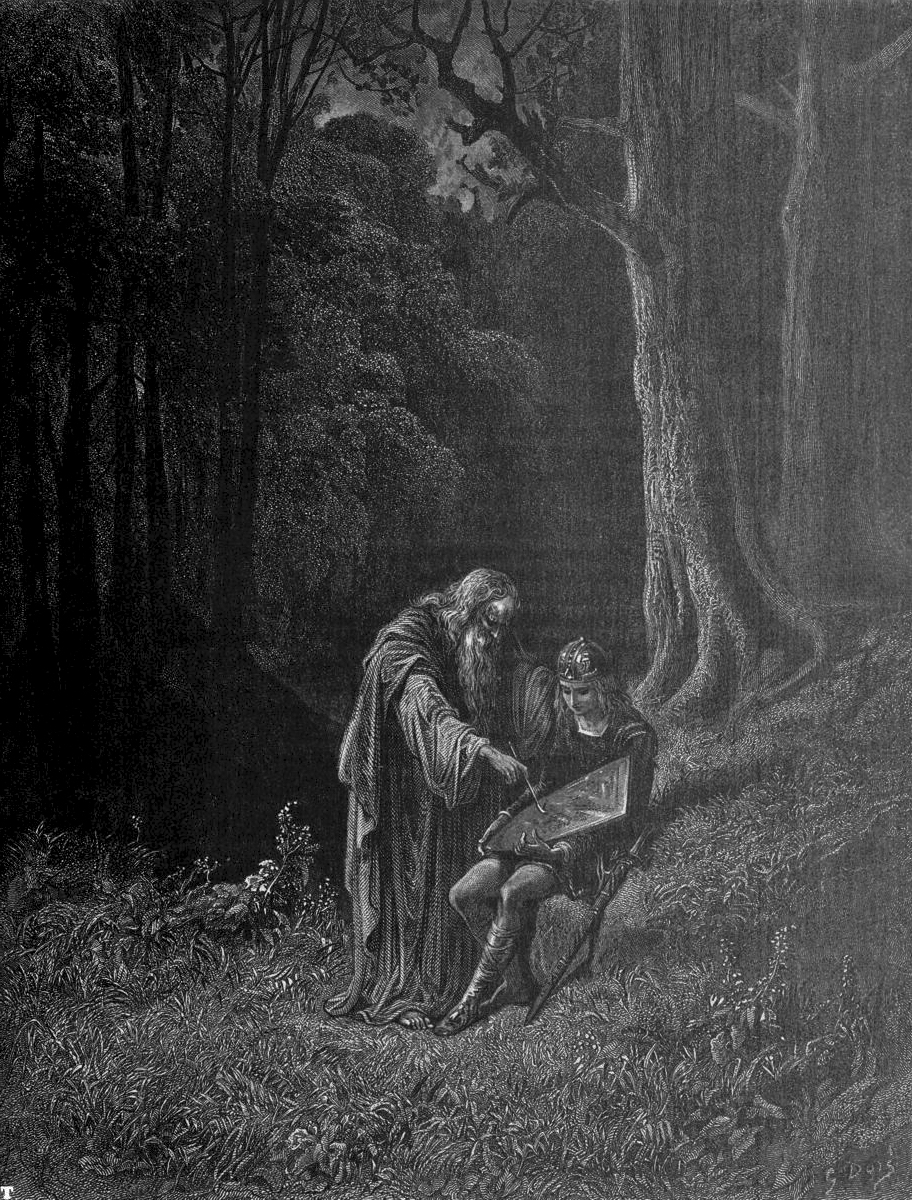
Merlí instruint un jove Artús en un gravat de Gustave Doré

Merlí és el nom d'un mag que acompanya el Rei Artús en algunes llegendes de la denominada matèria de Bretanya. Els seus atributs bàsics sorgeixen de les obres de Geoffrey de Monmouth (qui va barrejar diversos relats celtes) i han passat a la cultura popular, com prova la seva presència en novel·les de fantasia i pel·lícules.
Aquest personatge apareix en diferents moments de la vida d'Artús, segons la versió usada: el guia quan és petit, profetitzant el seu ascens al tron; és una mena de conseller de la seva cort i té una relació amorosa amb la Dama del Llac, una aparició clau en la recerca del Sant Greal. En altres obres és una figura negativa, que actua com a fetiller demoníac. Les contradiccions que acompanyen la seva biografia són fruit de les diferents fonts que la basteixen.
Merlí ha assolit una gran popularitat a la literatura i a la cultura posterior, com proven les adaptacions modernes al cinema (inclòs el llargmetratge de Disney The Sword in the Stone) o les reescriptures de la seva vida.

## Atributs

### Nom
L'etimologia del seu nom és controvertida. La postura majoritària l'associa amb la figura de Myrddin Wyllt, un dels precedents celtes del personatge, encarnat en una figura enigmàtica que viu al bosc i té el do de la profecia. Les històries sobre Myrddin es remunten al segle VI a Gal·les i van ser aprofitades per autors medievals posteriors.
El canvi de la "d" interior per una "l" en la forma llatinitzada Merlinus té tres possibles orígens: l'associació amb la merla, un dels animals en què sovint es transformava per observar i passar desapercebut; un canvi intencionat per evitat l'associació amb el mot "merda" i derivats o bé fruit de l'evolució natural de les llengües medievals, on nombroses consonants modificaven el seu punt d'articulació.
Altres estudiosos afirmen que el nom deriva del poble de Carmarthen i finalment d'altres lliguen el seu nom al mar, destacant la procedència del seu pare (els monstres amb escates tenien sempre relació amb l'infern en record de la serp del Paradís).

### Poders
Inicialment apareix com un druida celta, una figura màgico-religiosa amb íntima connexió amb la natura. Un dels poders que més apareix associat a Merlí és la capacitat de transformar-se en diverses criatures, especialment a partir de les versions de Robert de Boron. També pot controlar el clima a voluntat.
Posteriorment es van cristianitzar gran part de les històries de la primera edat mitjana i Merlí va adoptar un caire més acadèmic, amb poders que venien de llibres especials i el seu coneixement de l'astrologia. Per això va accentuar-se el seu do profètic, capaç d'endevinar el futur i de veure esdeveniments del passar remot. S'hi han vist com a referents els profetes de la Bíblia, que s'allunyen de l'endeví pagà en els seus mètodes de predicció i en el llenguatge emprat.
Va assumir també alguns atributs dels faunes grecollatins i altres divinitats silvestres, ja que els bards medievals coneixien bé la tradició clàssica i van assimilar figures de diferents orígens pels seus atributs.

## Vida

### Naixement
Merlí és el fill d'un dimoni (un íncube marí) i una dona, Adhan, d'aquí els seus poders i el seu caràcter ambigu en determinades narracions. La biografia d'Adhan no és clara i apareix a vegades com una princesa i d'altres com una monja però sempre com una dona verge. Les històries que la descriuen com una religiosa expliquen que ella confessa el seu embaràs per salvar la seva ànima i la del nadó futur, temperant així el caràcter demoníac de Merlí. En les històries on és fill d'una princesa, usualment es fa èmfasi en el contrari, en la manca de bateig, que explicarà el seu tràgic final.
A la seva infantesa va tenir un protector, Bleiddwn o Blaise, el qual va començar a posar per escrit les seves gestes i profecies, admirat per la precocitat del nen. En algunes històries aquest home és el confessor de la seva mare, en d'altres un escriba que interromp el seu viatge en descobrir Merlí.

### Joventut
Merlí apareix vivint al bosc, probablement a causa de la influència de dues figures diferents del segle VI: el ja esmentat Myrddin i Ambrosi Aurelià, un home que va fugir de la civilització pels horrors de la guerra per viure com un salvatge al bosc. Alguns cronistes tardans fan que Ambrosi sigui el pare de Myrddin, accentuant el vincle entre els dos personatges. La imagineria d'aquest període associa Merlí amb el llop, animal del bosc per excel·lència, potser perquè en bretó antic aquest animal s'anomena bleizh, semblant al nom del seu mentor inicial.
Una de les llegendes associades pel poeta Wace a la seva joventut és la construcció de Stonehenge, de manera que es reforça el seu lligam amb la història antiga cèltica. Un segon episodi clau és la seva sentència sobre els dos dracs que lluiten als fonaments d'una torre (cada drac representa un poble diferent, saxons i britons) i que ordena respectar. Des d'aleshores els dracs estaran lligats a la seva vida, apareixent en episodis claus com a auguris.
Els escriptors que detallen episodis de la seva joventut acostumen a presentar-lo com mig foll, caracteritzat per un riure constant, proper als déus enganyadors de determinades cultures. A mesura que creix abandona aquest caràcter alegre, que reapareix només en comptades ocasions.

### Maduresa
A la seva maduresa, Merlí apareix lligat a la casa reial. Ajuda a Uther Pendragon a engendrar Artús permetent-li reunir-se amb Igraine. Les versions més tardanes el faran tutor d'Artús, element que no apareix en els primers relats. Quan apareix com a preceptor es fa èmfasi en el seu caràcter de mag. La seva tasca es limita a educar el jove Artús fins que esdevé rei, ajudant-lo a conquerir el tron a què té dret. Posteriorment apareix només esporàdicament a la vida del monarca, anunciant la seva unió amb el Sant Greal. Només els relats més tardans detallen el seu paper en la vida quotidiana de la cort, probablement per l'èxit popular del personatge.

### Mort
Una relació clau del Merlí adult és el seu enamorament de Niviane, la Dama del Llac, a qui ensenya la seva màgia a canvi del seu amor. Ella, però, el traeix i l'empresona en una tomba de pedra amb un encanteri que ha après dels seus ensenyaments, ja que no vol tenir-hi relacions. En altres relats la presó és un arbre, símbol del seu lligam etern amb el bosc o fins i tot una garjola feta d'aire. En alguns relats, el mag prediu el seu destí, tanmateix no el pot evitar, fet que l'emparenta amb els herois tràgics.

## Merlí i la matèria de Bretanya
A continuació se citen les obres clàssiques de la matèria de Bretanya on apareix Merlí, és a dir, els textos que conformen el cicle artúric ampli:
- Historia Regum Britanniae i Vita Merlini de Geoffrey de Monmouth
- Roman de Brut, de Wace
- Annales Cambriae
- Arthour and Merlin
- Llyfr Du Caerfyrddin (El llibre negre de Carmarthen)
- Le Morte d'Arthur, de Thomas Malory
- Merlin, de Robert de Boron
- Suite du Merlin
- Prophetiae Merlini (diversos llibres porten aquest nom)
- Livre d'Artus
- Perceval-Lancelot (cicle de diverses aventures prosificades)
- Morlin d'Ulrich Füterer
- Buile Shuibhne